# Avenida de los Baobabs
La Avenida de los Baobabs o Callejón de los Baobabs, es un grupo notable de baobabs de la especie Adansonia grandidieri que bordean un camino de tierra entre Morondava y Belon'i Tsiribihina en la región de Menabe, al oeste de Madagascar. Su sorprendente paisaje atrae a viajeros de todo el mundo, lo que lo convierte en uno de los lugares más visitados de la región. Ha sido un centro de esfuerzos locales de conservación. En julio de 2007, el Ministerio de Medio Ambiente, Agua y Bosques le otorgó el estado de protección temporal, un paso para convertirlo en el primer monumento natural de Madagascar.

## Descripción
Numerosos baobabs se encuentran dentro del área protegida que abarca 3, 2 km² entre las  poblaciones de Morondava y Belo sur Tsiribinha, pero solo un tramo de 250 m se conoce como la Avenida de los Baobabs. Un grupo de 20 a 25 Adansonia grandidieri, especie endémica de Madagascar, con una altura de aproximadamente 30 m y algunos más de 800 años. La zona es el último vestigio del bosque seco que cubría Madagascar occidental, junto a dos humedales protegidos por el Ramsar, hogar de diferentes especies de fauna.
Los baobabs enamorados
Otros dos baobab notables se encuentran a unos nueve km de la avenida, los llamados baobab enamorados (baobab amoreux). Son dos árboles de la especie Adansonia za, también endémica de la isla, que han crecido entrelazados entre sí.
 Según la leyenda local, los dos baobabs personifican el amor imposible entre una joven pareja de dos aldeas próximas, que pidieron a su dios poder vivir juntos.

## Estado de conservación
En 2018 el Fondo Mundial para la Naturaleza (WWF) dio la voz de alarma. La reserva protegida de Menabe Antimena, donde se encuentra la avenida de los baobabs, perdió el 7% de su hábitat debido a los años de continua deforestación causada por los incendios provocados para obtener tierras de cultivo. En 2018, Fanamby, una organización no gubernamental malgache, junto con los parques nacionales de Madagascar, WWF y otras organizaciones medioambientales, se movilizaron para concienciar al público y a las autoridades. Entre las medidas adoptadas se encuentra el Global Forest Watch 2.0 Project, un sistema de monitorización global de bosques casi en tiempo real.

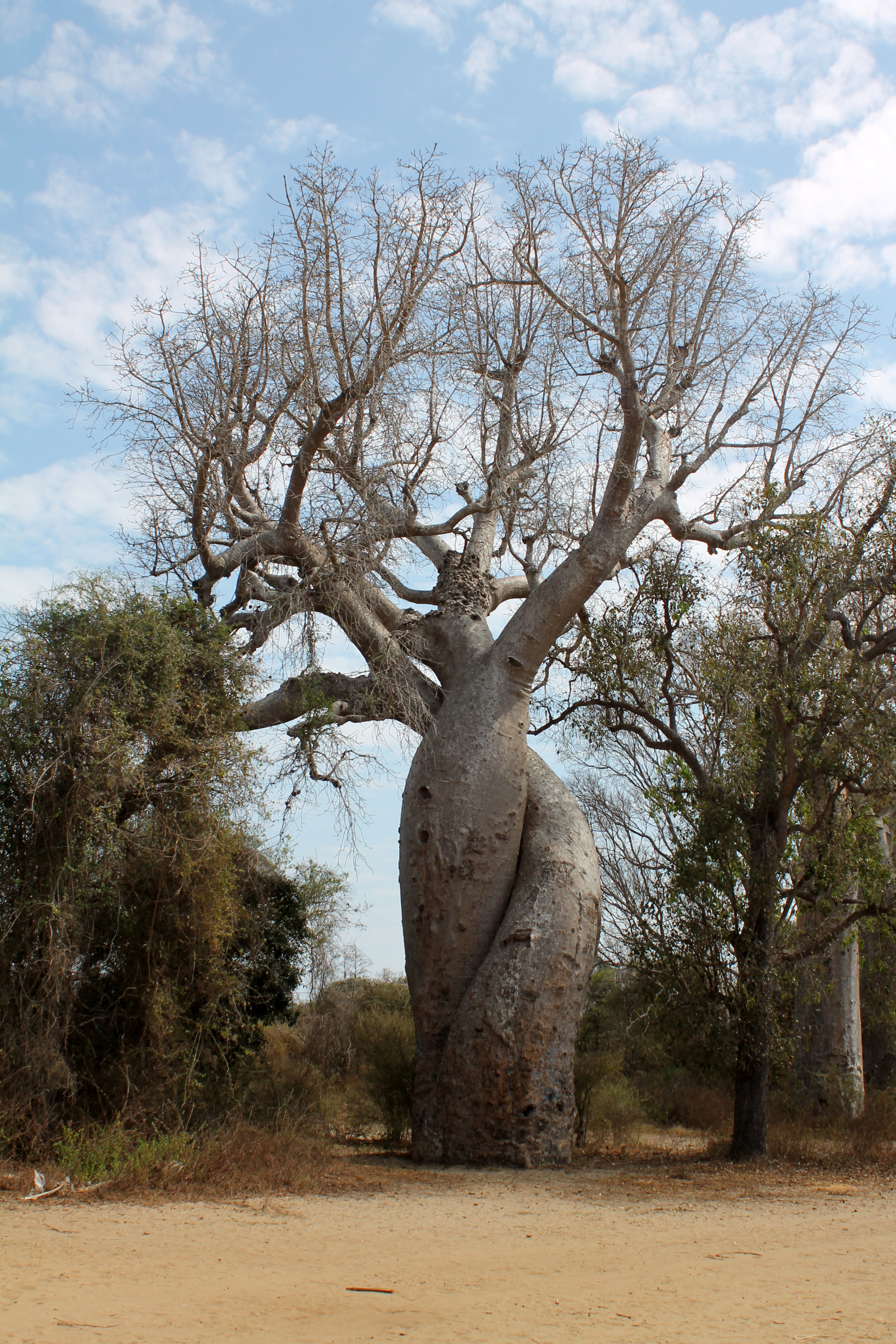
Baobabs enamorados
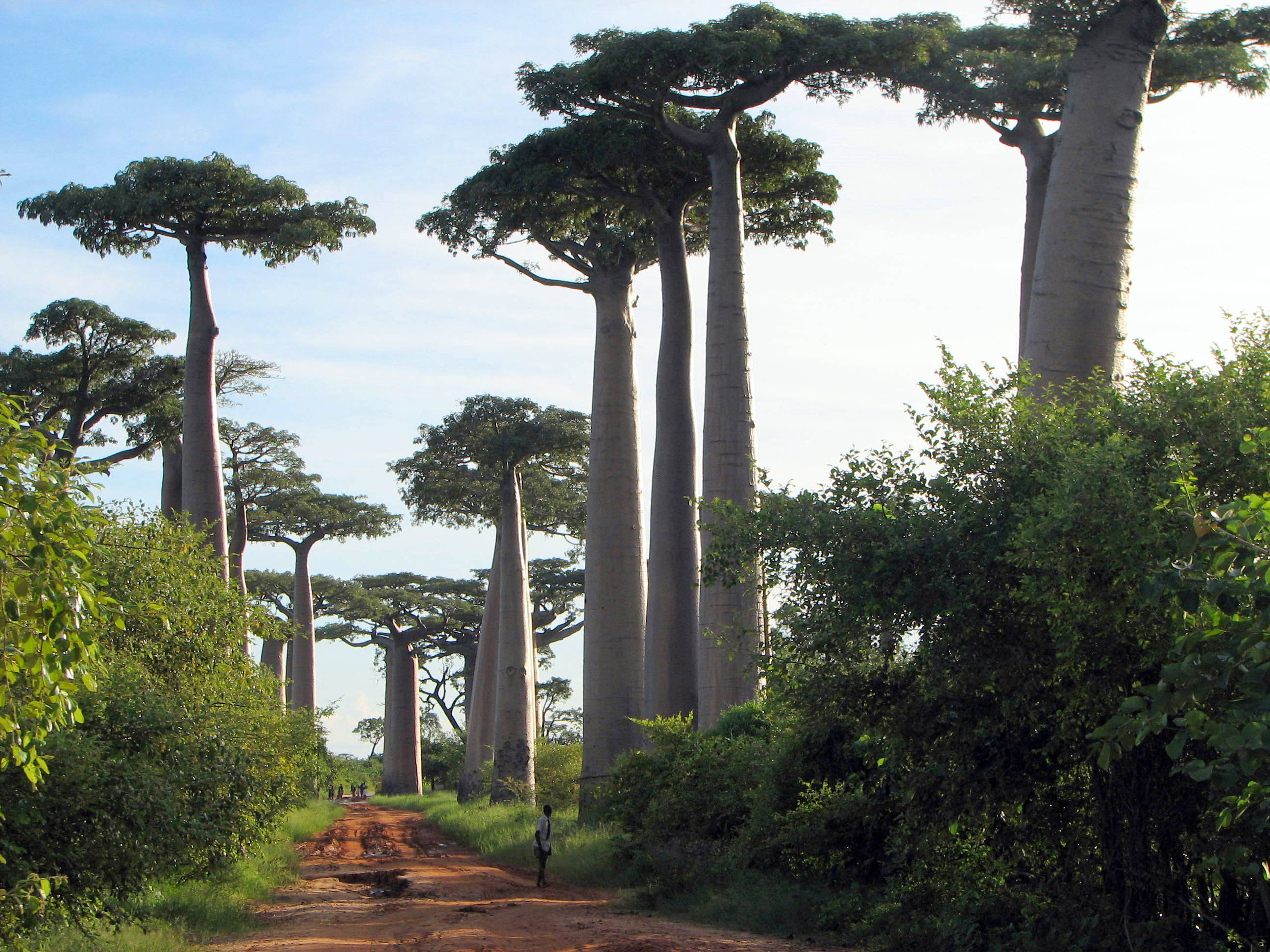
Gigantes flanqueando la avenida
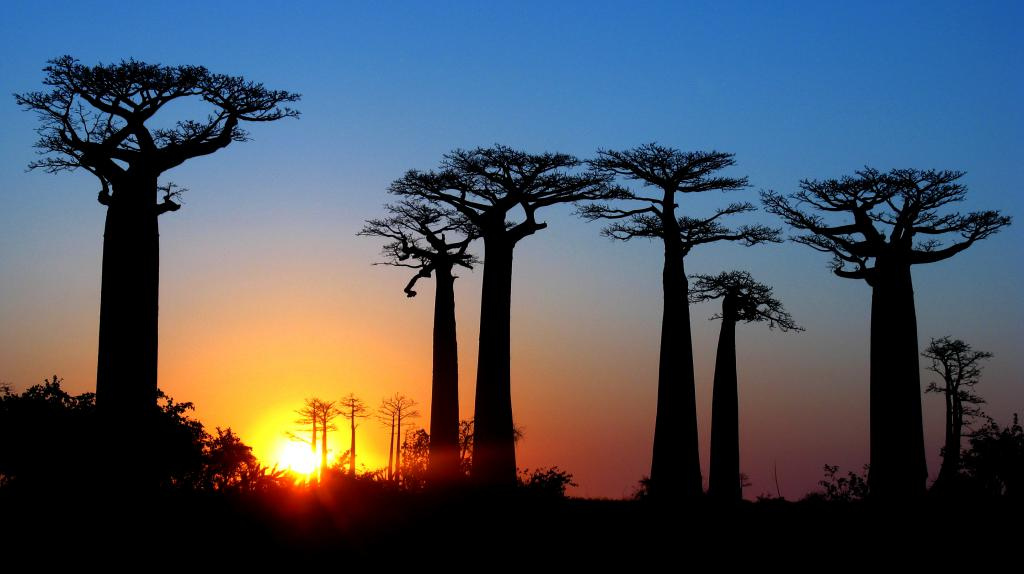
Avenida al amanecer